# Старая Рязань
Ста́рая Ряза́нь (до 1778 года — Рязань) — один из крупнейших древнерусских городов XII—XIII веков, столица Великого княжества Рязанского. Площадь одних только укреплений Старой Рязани во второй половине XII века, не считая городских посадов, достигает более 60 га, с предместьями — 75 га. К началу XIII века в городе проживало около 8 тыс. человек. У подножья городских валов располагается современное село Старая Рязань.
Город был уничтожен зимой 1237 года во время монгольского нашествия Батыя, а все его постройки, включая каменные храмы, разрушены. По одной из версий, Рязань на этом месте больше никогда не восстанавливалась, однако крупный специалист по Рязанскому княжеству А. Л. Монгайт считал, что частичное возвращение населения и восстановление города имели место. Лишь последующие нападения татар ввиду близости Старой Рязани к степи привели в XIV веке к окончательному запустению и передаче столичных и кафедральных функций расположенному в 50 км выше по течению Оки Переяславлю-Рязанскому.
В Песне о нашествии крымских татар на Русь в 1572 году на предложение хана Девлет Гирея I о разделе русских земель Дивей-мурза сын Уланович предлагает «боярину конюшему держать Резань Старая».
В писцовых книгах за 1629 год Старая Рязань значится как село, «что было городище на берегу реки Оки на Рязанской стороне, да к нему … село Резанцы … а в селе церковь Рождество Пречистые Богородицы да церковь Страстотерпцев Христовых Бориса и Глеба». Старая Рязань фигурирует и в «Росписи государства Московского градом» второй половины XVII века.
В 1778 году Переяславль-Рязанский обрёл новое имя в честь древней Рязани.
Городище Старая Рязань охраняется государством как археологический заповедник и историко-ландшафтный памятник федерального значения. Структурно входит в комплекс Рязанского государственного историко-архитектурного музея-заповедника. Ежегодно на городских укреплениях проводятся археологические миссии и научные лагеря.
У подножья оборонительных валов городища находится село Старая Рязань, на другом берегу Оки — город Спасск-Рязанский, ниже и выше по течению Оки — остатки сети укреплённых сторожевых форпостов.

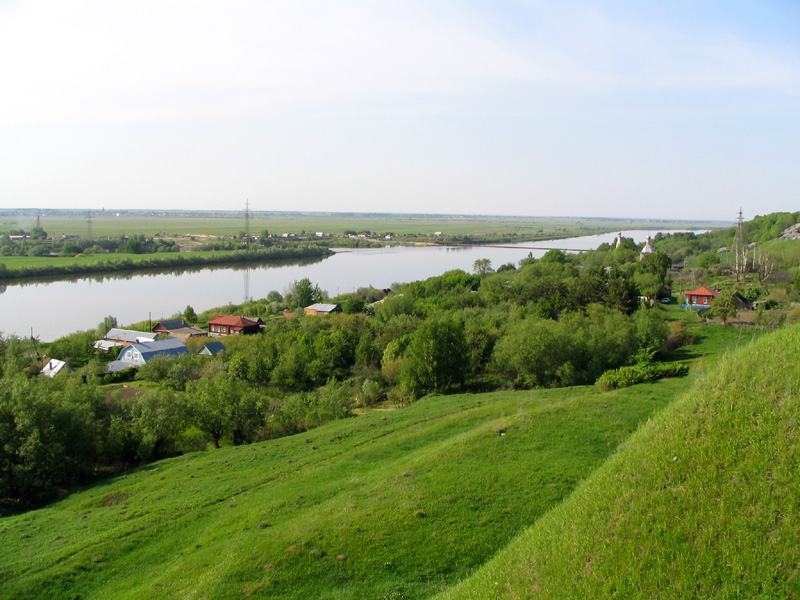
Вид на пойму Оки с валов Старой Рязани

## История

### Основание и первое упоминание
Старая Рязань впервые упоминается в летописи под 1096 годом. Памятник расположен в 50 км от современной Рязани, на высоком обрывистом мысе при впадении речки Серебрянки в Оку.
Северное городище (древнейшая часть Старой Рязани) возникло в XI веке. На Северном городище и Посаде фиксируются городские слои XI—XIII веков. Старая Рязань входила в область расселения вятичей. Вначале население города составляло всего около 1500 человек, но уже тогда город населяли, помимо землепашцев, ремесленники, о чём свидетельствуют найденные остатки кузнечных, бронзолитейных, гончарных и костеобрабатывающих мастерских. До середины XII века население Рязани состояло из городской общины и других лично свободных людей. Власть находилась в руках князя, близких к нему людей и городского вече.
В середине XII века к небольшому городу с юга в один момент была пристроена территория в 10 раз большая, чем площадь города того времени. Большое поле на берегу Оки, где в XI — середине XII века находился городской некрополь, огородили стенами, в которых возник новый район — Южное городище.
Примерно с середины XII века, после активного переселения жителей из других областей Древней Руси, произошло обособление Рязанского княжества. Кроме того, происходило укрепление княжеской власти, упрочение позиций христианства и началось активное строительство оборонительных сооружений (поскольку Старая Рязань занимала приграничное положение на юго-востоке Руси). Площадь укреплённой части города составляла 60 га.
Основное строительство шло при Глебе Ростиславиче в конце 50 — начале 60 годов XII века. Были построены Борисоглебский, Спасский и кафедральный Успенский соборы. Население города к началу XIII века достигло примерно 8000 жителей.
В 1185 и 1207 годах Рязань (Старая) разорялась владимирским князем Всеволодом III Большое Гнездо, а в 1208 году восставшая Рязань была им сожжена. Всех «злых» и «виновных» казнили, рязанских бояр арестовали и увели в заточение, женщин, детей и «товары» вывезли и разослали по городам Владимирского княжества. Через два года Всеволод разрешил выжившим жителям Рязани вернуться обратно.

### Монгольское нашествие

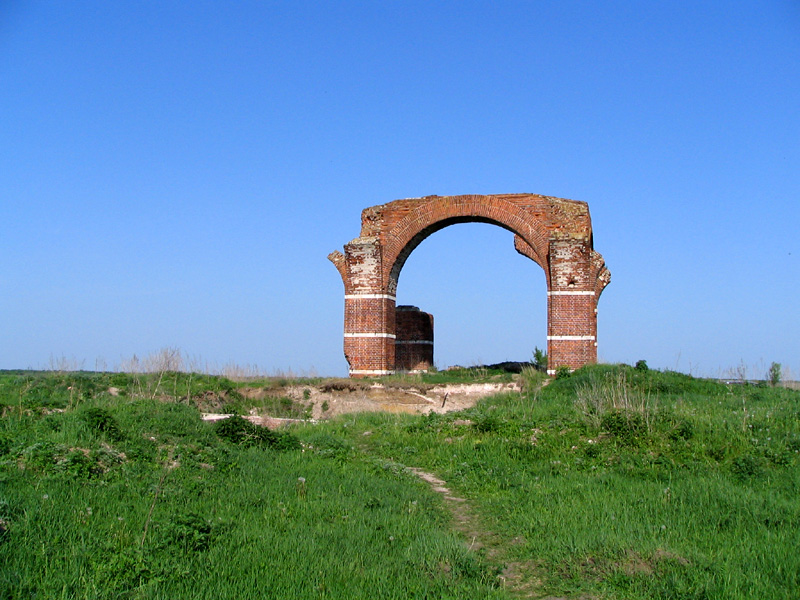
Остатки церкви начала XX века, построенной на месте Собора Бориса и Глеба

Осенью 1236 года от беженцев из разгромленной Волжской Булгарии пришли тревожные вести о вторжении врага в Европу. Спустя год, разгромив мордву и пройдя на Дон, многочисленное монгольское войско подступило к границам Рязанской земли у реки Воронеж и стоящего на его берегах города Онузы. Его предводитель Батый потребовал отдать ему «десятую часть» от всего имущества, на что рязанцами был дан гордый ответ:
Когда нас всех не будет, то всё потом ваше будет. Деды и отцы наши дани никому не давали и в рабах ни у кого не бывали, умирали за свою честь и отечество. Так и мы хотим честь свою оружием или смертью сохранить.
Рязанское княжество первым на Руси подверглось нашествию. Шесть дней и ночей держалась Рязань, но силы противника были велики. Ворвавшись в город, монголы уничтожили всё, что могли, превратив крепость в пепелище.
А в шестый день рано приидоша погании ко граду, овии с огни, а ини с пороки, а инѣи со тмочислеными лѣствицами. И взяша град Резань месяца декабря 21 день. И приидоша в церковь собръную пресвятыа Богородици, и великую княгиню Агрепѣну, матерь великаго князя, и с снохами, и с прочими княгинеми мечи исекоша, а епископа и священическый чин огню предаша — во святѣй церкве пожегоша; а инѣи мнози от оружиа падоша. А во граде многих людей и с жены, и с дѣти мечи исекоша, и иных в рѣцѣ потопиша. И ерѣи, черноризца до останка исекоша. И весь град пожгоша, и все узорочие нарочитое, богатство резанское и сродник их киевское и черъниговское поимаша. А храмы Божиа разориша, и во святых олтарех много крови пролиаша.
По легенде, рязанский воевода Евпатий Коловрат, увидев по приезде в родной город «токмо пепел и пыль» собрал небольшой отряд воинов и, последовав за захватчиками, вступил с ними в неравный бой. Батый бросал на дружину Коловрата лучшие силы своего войска, затем, изумившись, своего богатыря Хостоврула, «…а с ним сильные полки татарские». Хостоврул обещал Батыю привести Евпатия Коловрата живым, но был разрублен надвое Евпатием Коловратом. Согласно легенде, монголам удалось уничтожить отряд Евпатия только с помощью камнемётных орудий, предназначенных для разрушения укреплений.
Жители Рязани в большинстве своём были истреблены, их дома и храмы — сожжены. Три каменных собора Рязани — Борисоглебский (кафедральный), Спасский и Успенский — были полностью разрушены. Монголы превратили Рязань в гигантскую братскую могилу, куда даже немногие уцелевшие жители боялись возвращаться. Однако жизнь в Старой Рязани теплилась и после нашествия: в центральной части городища фрагменты сосудов второй половины XIII—XIV веков составляют половину из числа всех находок керамики. Археологами было выявлено и углубленное в землю жилище («полуземлянка») конца XIV века.

## История исследований
При раскопках одной из землянок, в её центре был обнаружен столб, к верхушке которого была прикреплена бронзовая литая полая статуэтка, изображающая четырёхликого идола. У основания столба, к которому было прикреплено изображение идола, найдены остатки жертвоприношений. Языческое славянское святилище просуществовало в Старой Рязани до XII века. Идол был обнаружен в 1878 году на месте Спасского собора экспедицией Рязанской учёной архивной комиссии, которую возглавлял известный археолог А. В. Селиванов. Рязанский идол хранится в музее Рязанский кремль.
На двух пряслицах из Старой Рязани по данным Н. Порфиридова читаются надписи: «Княжее есть» и «Молодило». При раскопках Успенского собора на нескольких кирпичах в зеркальном отображении были обнаружены надписи-оттиски однотипного содержания от клейма мастера с деревянной формы для кирпичей: «Яков тв[орил]». На Северном городище был найден фрагмент корчаги с надписью: «Новое вино добрило послал князю Богунка». Несколько эпиграфических памятников были найдены при раскопках Борисоглебского собора на фрагментах фресковой штукатурки, (граффити «Игорь», надпись с упоминанием «половника» и др.), рисунок «пасхальной руки» с календарными расчётами.
В погребениях № 3, 5 и 6 в области шейных позвонков найдены фрагменты ткани зеленоватого цвета с золотым шитьём и шитьём цветными нитками с растительным орнаментом. На узкой полоске ткани изображены две птицы, полуобёрнутые к стоящему между ними дереву.
Вся керамика в Старой Рязани сделана на ручном круге. Ряд встреченных керамических типов тождественен находкам из Верхнего Салтова и из селищ Прикубанья.

На городище известны находки более позднего времени, в том числе восточных монет XIV века. У подножья города на Посаде, там где сегодня находится деревня, на раскопе «Мокрый» нашли фрагмент берестяной грамоты, который хранится в музее Рязанского кремля.

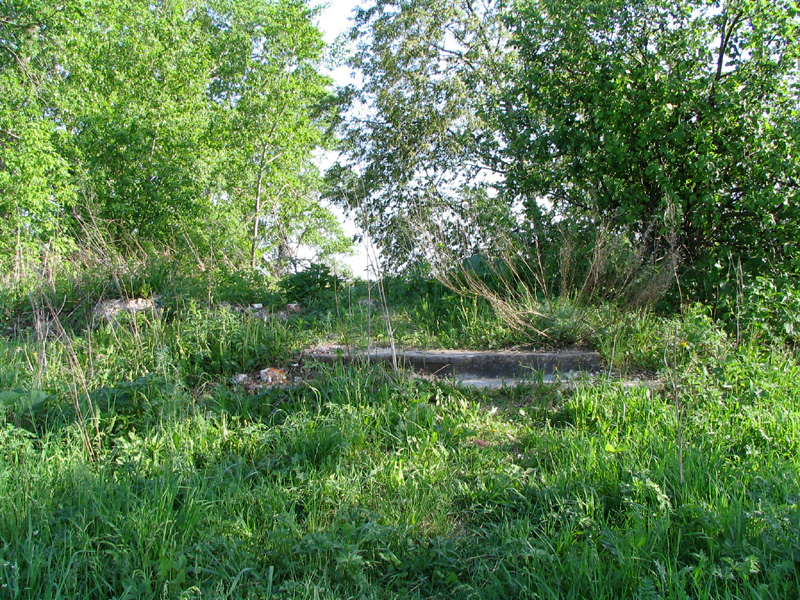
Остатки Успенского собора

Раскопы 40 и 42 расположены на Северном городище (XI—XIII века), раскопы 45 и 46 — на посаде (XI—XIII века). Раскоп 40 включает укрепления XI — начала XIII века. В 2016 году в слое начала XIII века была найдена булава с четырьмя большими центральными и восемью малыми крайними шипами, которая, скорее всего, попала в слой во время штурма города войсками Батыя в 1237 году.
В районе старорязанского городища на протяжении средневекового оптимума растительный покров приближался к луговым степям. В середине XII века отмечена термогигротическая стадия с подъёмом воды в реке, за которой к концу XII века произошло некоторое похолодание климата.
В северо-западной части Южного городища Старой Рязани на мысу, образованном двумя отвершками оврага, выявлены остатки раннего городского некрополя XI—XII веков и городские жилые слои XIII — начала XIV века. На раскопе 47 в слоях жилой застройки XII—XIII веков было найдено 48 ювелирных матриц. Это вторая зона концентрации этих предметов на территории Старой Рязани после участка клада № 17 (раскоп 40). Также в раскопе 48 нашли дно глиняного горшка с клеймом в форме трезубца. На усадьбах двух ювелиров нашли каменные литейные формы, детали весов, гирьки, ювелирные пинцеты, матрицы-формы для тиснения серебряных украшений с рисунком кентавра и с изображением пары птиц, шлаки и выплески серебра, обломки глиняных игрушек, покрытых зелёной поливой, подвески из византийских медных монет, шахматные фигурки, игральные кости, глиняные шашечки, половинку костяного кубика для игры в зернь. 4 шахматные фигурки были найдены на раскопе № 47 в южной части города в слое XIII века.
Череп из погребения 48 послужил для создания скульптурной реконструкции женщины из Старой Рязани, жившей на рубеже XI—XII веков.

## Клады Старой Рязани
Предметы на этой территории начали находить уже в начале XIX века. Сегодня они составляют важную часть экспозиций российских музеев.

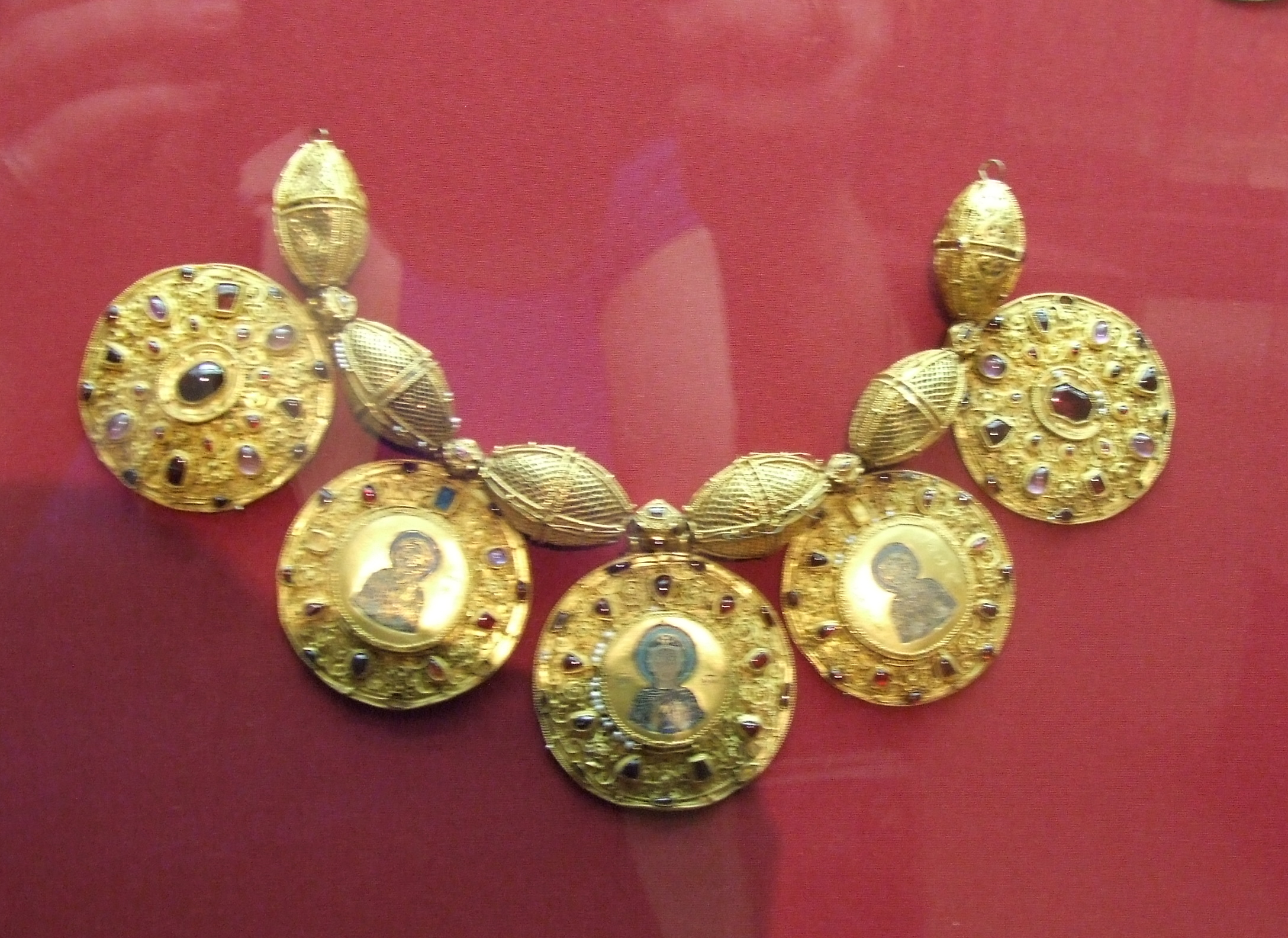
Бармы из Старой Рязани. XII век, Музеи Московского Кремля. Были найдены в 1822 году. Первоначально они считались сделанными в Киеве или  Византии, но ученые доказали, что это местная работа.  Бармы прославляют (являясь, повидимому также символом княжеской власти) культ князей Бориса и Глеба, традиционно почитаемых как покровителей Рязани.
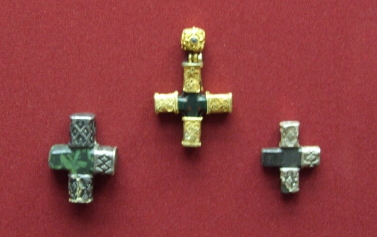
Первая четверть XIII века, ГИМ
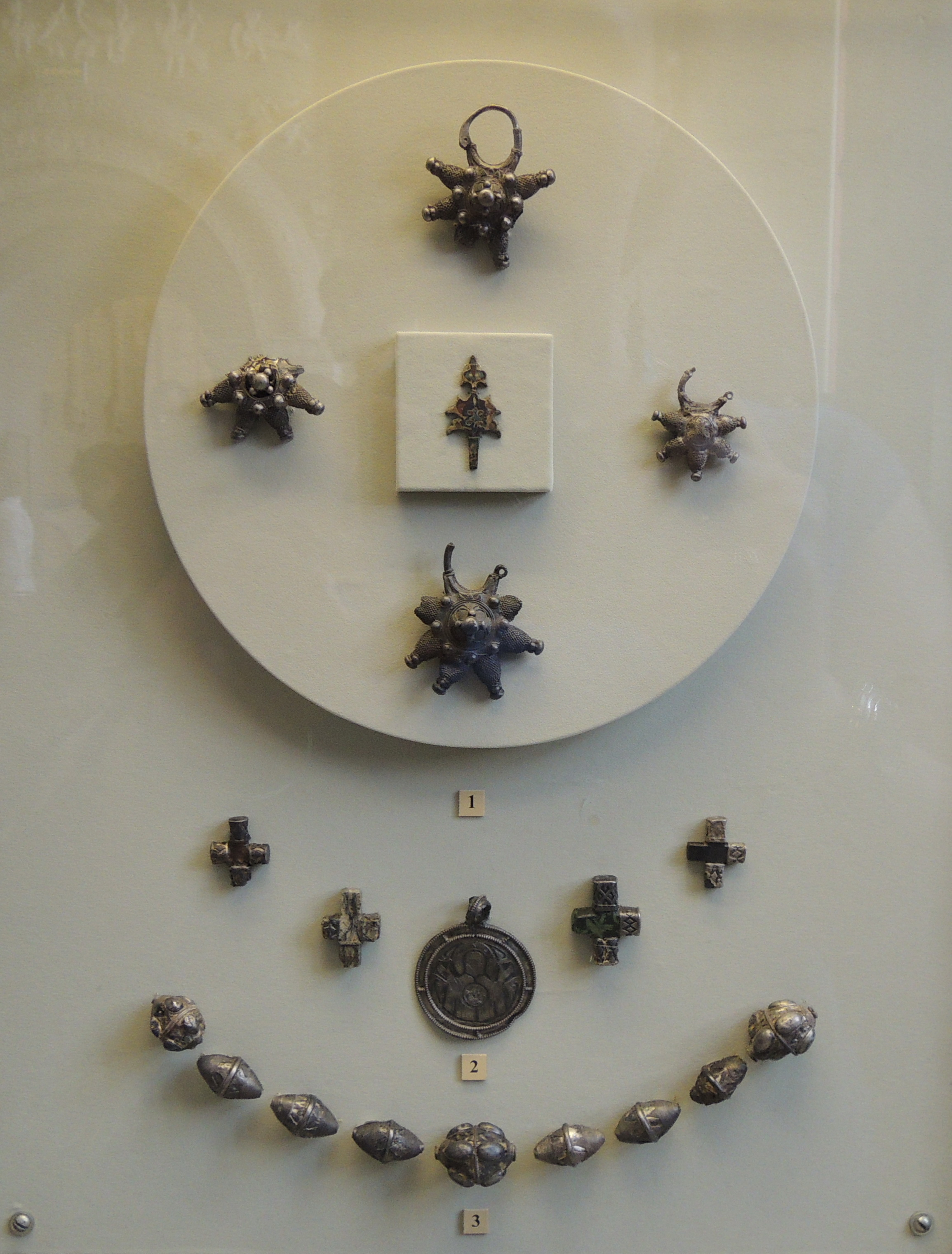
Клад с городища Старая Рязань. 1-я четверть XIII века. ГИМ. 1) Колты и навершие булавки; 2) Кресты и медальон с изображением Богоматери Знамение; 3) Бусы биконические; 4) Трехбусинные височные кольца; 5) Цепь из круглых бляшек для крепления колтов. Серебро, медный сплав, камень, дерево; литье, тиснение, резьба, пайка, зернь, скань, золочение, гравировка, чернь, перегородчатая эмаль. Несколько вещей обнаружено в 1937 году во время пахоты, основная часть клада найдена в 1950 году при археологических находках на городище. 6) Оправа креста. Византия, 1-я пол. XIII века. Золото, альмандины, стекло, кварц, цитрин, сердолик; ковка, скань, зернь, пайка. Случайная находка на городище Старая Рязань.